# Bundesautobahn 650
La Bundesautobahn 650, abbreviata anche in A 650, è una breve autostrada tedesca della lunghezza di 14 km che collega la città di Ludwigshafen all'Autostrada A 61 e alla città di Friedelsheim.

## Percorso
| A 650 |           |                             |      |                |                |
| Tipo  | n° uscita | Indicazione                 | km   | Corrispondenze | Strada europea |
|       | 3         | Friedelsheim                | 14,0 |                |                |
|       | 4         | Maxdorf                     | 10,1 |                |                |
|       | 5         | Kreuz Ludwigshafen          | 8,0  |                |                |
|       | 6         | Ruchheim                    | 6,9  |                |                |
|       | 7         | Ludwigshafen Oggersheim     | 4,5  |                |                |
|       | 8         | Ludwigshafen Oggersheim Sud | 3,2  |                |                |
|       | 9         | Ludwigshafen Stadt          | 0,0  |                |                |